# Flesquieres Hill British Cemetery
Flesquieres Hill British Cemetery is een Britse militaire begraafplaats met gesneuvelden uit de Eerste Wereldoorlog, gelegen in de Franse gemeente Flesquières (Noorderdepartement). De begraafplaats werd ontworpen door Herbert Baker en ligt aan de Rue du Calvaire op 670 m ten oosten van het centrum van de gemeente (Eglise Saint-Géry). Het terrein ligt hoger dan het straatniveau, in een splitsing van twee wegen en heeft een driehoekig grondplan met een oppervlakte van 3.797 m². 
De hoofdingang bevindt zich aan de noordwestelijke zijde en bestaat uit een trap in twee delen met 20 treden, opgaande tussen wanden in ruwe natuursteen. Aan het einde van de trap staat het Cross of Sacrifice en de Stone of Remembrance staat centraal tegen de zuidelijke rand. In de noordelijke hoek van de begraafplaats is er nog een trap met een elftal treden als tweede toegang. Dicht bij de oostelijke rand staat een wit stenen schuilgebouw onder een schilddak. Het heeft drie rondboogvormige doorgangen, gescheiden door twee ronde zuilen. In dit gebouw bevindt zich een rustbank en het registerkastje. De begraafplaats wordt onderhouden door de Commonwealth War Graves Commission.
Er liggen 921 doden begraven waaronder 332 niet geïdentificeerde.
Aansluitend aan de zuidelijke rand van de begraafplaats bevindt zich sinds 2017 het tankmuseum Cambrai Tank 1917 dat de start van de Slag bij Cambrai herdenkt waarin voor het eerst tanks bij de aanval werden inzet. 

## Geschiedenis
Flesquières werd bij het begin van de Slag bij Cambrai op 20 november 1917 door de 51st (Highland) Division met tanks aangevallen, maar een Duitse officier samen met enkele manschappen boden hevige weerstand waardoor het dorp pas ’s anderendaags kon worden veroverd. In een later stadium van de strijd ging het dorp terug verloren maar werd uiteindelijk op 27 september 1918 door de 3rd Division heroverd.
De begraafplaats werd in 1918 achter een Duitse begraafplaats ("Flesquieres Soldiers' Cemetery No.2") door de 2nd Division aangelegd. De Duitse graven werden na de wapenstilstand overgebracht naar Flesquieres Communal Cemetery German Extension (die op haar beurt, met 583 graven, in 1924 werd verwijderd).
De perken III tot VIII werden aangelegd op de plaats van de Duitse begraafplaats en daarin werden 688 Britse soldaten herbegraven die van de slagvelden rond Havrincourt, Flesquières, Marcoing en Masnières en van volgende kleinere begraafplaatsen afkomstig waren:
- Abancourt Communal Cemetery German Extension (Nord) (42 doden waaronder 4 Chinezen die tewerkgesteld waren bij het Chinese Labour Corps maar later naar de Ayette Indian and Chinese Cemetery werden overgebracht).
- Havrincourt Communal Cemetery (3 doden).
- Haynecourt German Cemetery (8 doden).
- Masnieres-Crevecoeur Road Cemetery (20 doden).
- Masnières German Cemetery (11 doden).
- Ribecourt Churchyard (8 doden).
- 63rd Division Cemetery (41 doden).

Onder de geïdentificeerde slachtoffers zijn er 519 Britten, 60 Nieuw-Zeelanders, 8 Canadezen en 2 Australiërs. Vijf Britten en twee Nieuw-Zeelanders worden met Special Memorials herdacht omdat hun graven niet meer gelokaliseerd konden worden en men vermoedt dat ze onder naamloze grafzerken liggen.  
Drie manschappen van de Royal Naval Volunteer Reserve, die eind 1917 in de 63rd Division Cemetery in Marcoing waren begraven maar wier graven door granaatvuur werden verwoest, worden ook met Special Memorials herdacht.

## Graven

### Onderscheiden militairen
- Reginald Selby Walker, luitenant-kolonel bij de Royal Engineers werd onderscheiden met het Distinguished Service Order (DSO).
- Richard Aveline Maybery, kapitein bij het Royal Flying Corps werd tweemaal onderscheiden met het Military Cross (MC and Bar).
- majoor Geoffrey De Bohun Devereux (Auckland Regiment, N.Z.E.F.); de kapiteins E. Beesley (The King's (Liverpool Regiment), Duncan Campbell (Fort Garry Horse), G. Fardell (King's Royal Rifle Corps) en G.C.D. Spence (Highland Light Infantry) werden onderscheiden met het Military Cross (MC).
- T. Metcalfe, sergeant bij het West Yorkshire Regiment (Prince of Wales's Own); George Charles Foot, korporaal bij het (Tank Corps) en H. Gilbert, kanonnier bij de Royal Field Artillery werden  onderscheiden met de Distinguished Conduct Medal (DCM).
- er zijn 33 militairen die werden onderscheiden met de Military Medal (MM).

### Alias
- korporaal Frederick James Smith diende onder het alias Frederick James Hudson bij de 18th (Queen Mary's Own) Hussars.